# 1981년 로널드 레이건 대통령 취임식
제40대 미국 대통령 로널드 레이건의 첫 번째 미국 대통령 취임식은 1981년 1월 20일 화요일 워싱턴 D.C.의 미국 국회의사당 서쪽 광장에서 열렸다. 이는 건물 서쪽에서 열린 첫 취임식이었다. 49번째 취임식으로 로널드 레이건과 조지 H. W. 부시가 각각 대통령과 미국의 부통령으로서 첫 임기를 시작하는 것을 기념했다. 대법원장 워런 E. 버거는 레이건에게 대통령 취임 선서를 집행했으며, 레이건은 어머니가 그에게 준 가족 성경을 이사야 7장 14절에 펼쳐놓고 손을 얹었다. 연방 대법원 대법관 포터 스튜어트는 부시에게 부통령 취임 선서를 집행했다.
취임식 당일 69세 349일이었던 레이건은 2017년 도널드 트럼프 대통령 취임식 당시 70세 220일의 나이로 취임하기 전까지 최고령 대통령이었다. 취임식이 진행되는 동안 이란에 억류되어 있던 52명의 미국인 인질들이 석방되었다.

## 취임 위원회
1981년 미국 의회 취임식 공동 위원회는 취임식의 계획 및 실행을 담당하는 그룹으로 다음과 같이 구성되었다.
- 상원의원 마크 햇필드 (공화당-오리건) 의장
- 상원의원 하워드 H. 베이커 주니어 (공화당-테네시)
- 상원의원 로버트 C. 버드 (민주당-웨스트버지니아)
- 상원의원 클레이번 펠 (민주당-로드아일랜드)
- 하원의원 존 J. 로즈 (공화당-애리조나)
- 하원의원 로버트 H. 미셸 (공화당-일리노이)
- 하원의원 토마스 P. 오닐 주니어 (민주당-매사추세츠)
- 하원의원 짐 라이트 (민주당-텍사스)

이 위원회는 1837년 이후 몇 가지 예외를 제외하고는 동쪽 현관에서 열렸던 취임식을 국회의사당 서쪽 광장으로 옮기기로 결정했다. 1980년 6월에 결정된 이 조치는 서쪽 광장 테라스를 취임식 단상으로 사용할 수 있어 처음부터 단상을 만들 필요가 없어져 비용을 절감하는 데 도움이 되었다. 또한 내셔널 몰을 향한 건물 측면을 사용하면 관객을 위한 더 많은 공간을 제공할 수 있었다.
로널드 레이건은 낮에는 스트롤러를 입었고, 취임 무도회에서는 화이트 타이를 입었다.

## 취임 선서
레이건은 미국의 헌법에 따라 다음과 같이 낭독했다.
나는 로널드 레이건은 미합중국 대통령직을 충실히 수행하고, 나의 능력이 닿는 한 최선을 다하여 미합중국 헌법을 보존하고, 보호하고, 수호할 것을 엄숙히 맹세한다. [하느님이여 저를 도우소서.]

## 취임 연설 및 인질 석방
레이건의 취임 연설은 2,452단어였다. 서쪽 광장에서 제공되는 경치를 활용하여 멀리 보이는 대통령 기념관과 알링턴 국립묘지의 상징성을 환기시켰다. 레이건이 연설하는 동안 이란에서 444일 동안 억류되어 있던 52명의 미국인 인질이 석방되었다.
로스앤젤레스 벨에어 장로교회에서 레이건과 그의 아내 낸시가 예배를 드렸던 담임목사 돈 무마우(Donn Moomaw) 목사는 취임식에서 송영과 축도를 했으며, "오, 하느님, 우리 인질들이 석방된 것을 감사드립니다."라고 말했다. 그러나 그의 기도는 인질들이 테헤란을 떠나기 전에 이루어졌다.
레이건 대통령은 취임식 후 국회의사당 조각상 홀에서 의회 지도자들과 점심 식사를 하려던 중 인질들을 태운 비행기가 이란 영공을 떠났다는 소식을 들었다. 오찬 중에 그는 "전능하신 하느님께 감사드립니다. 모든 사람이 건배나 연설, 기타 모든 것의 끝에 원하는 마지막 한 줄을 받았습니다. 약 30분 전, 우리 포로들을 태운 비행기가 이란 영공을 떠났고, 그들은 이제 이란으로부터 자유롭습니다."라고 소식을 전했다. 인질들이 취임식이 시작되기 직전에 테헤란을 떠났을 가능성이 매우 높다. 언론은 이러한 전개와 진행 중인 행사를 동시에 논의하는 것이 거의 불가능했기 때문에 발표를 보류했다.

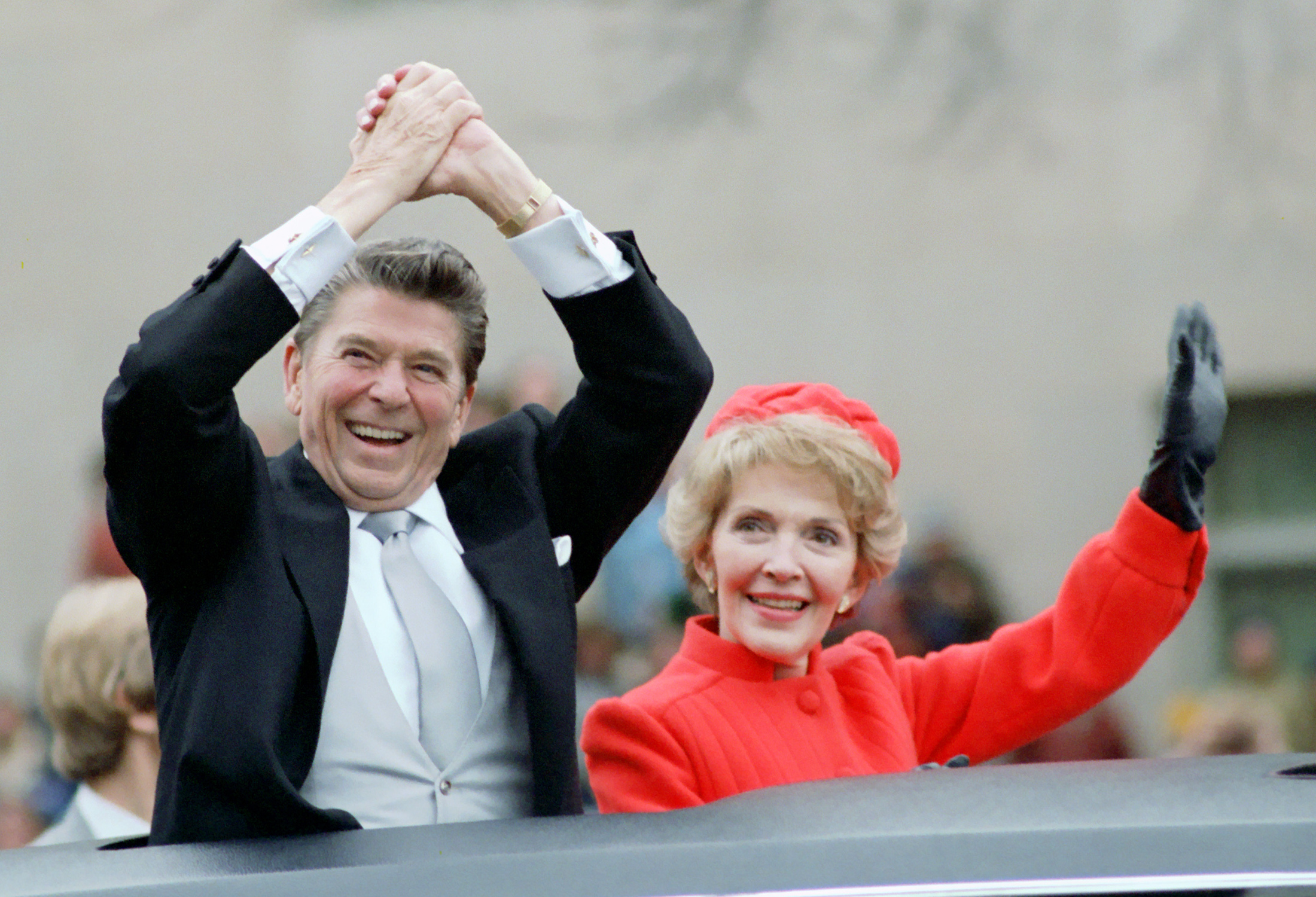
취임 행렬 중 리무진에서 손을 흔드는 레이건 부부

워싱턴 전역과 전국에서는 취임과 인질 석방을 기념하는 축하 행사가 열렸다. 유일하게 화이트 하우스 근처 엘립스에 있는 내셔널 크리스마스 트리가 취임식 당일에 불을 밝혔으며, 이는 인질 석방을 기념하기 위한 것이었다. 축하 행사에는 "444 DAYS!"라는 표지판이 걸려 있었다. 사람들은 노란 리본으로 나라를 감싸고, 광고판에 자유 메시지를 붙였으며, 석방된 인질들을 환영할 준비를 시작했다. 노란 리본은 인질들과 미국인들의 연대 상징이 되었다. 뉴욕항의 자유의 여신상은 불을 밝혔고, 엠파이어 스테이트 빌딩은 빨강, 하양, 파랑으로 불을 밝혔으며, 보스턴 소방서는 인질들의 구출을 알리는 종을 울렸다.

## 날씨
취임식 당일 정오 기온은 55 °F (13 °C)로, 1월 워싱턴 D.C.에서는 이례적으로 따뜻했다.

## 취임 갈라
취임 전야인 1981년 1월 19일, ABC는 올스타 취임 갈라를 개최했다. 이 행사는 조니 카슨이 진행했으며, 밥 호프, 지미 스튜어트, 벤 베린, 에설 머먼, 찰턴 헤스턴, 리치 리틀, 프랭크 시나트라의 공연이 포함되었다.

## 같이 보기
- 로널드 레이건 행정부
- 로널드 레이건의 대통령직 인수
- 1985년 로널드 레이건 대통령 취임식
- 로널드 레이건 대통령직 타임라인 (1981년)
- 1980년 미국 대통령 선거
- 로널드 레이건 1980년 대통령 선거 운동